# ジェニー・レン
「ジェニー・レン」（原題：Jenny Wren）は、2005年にポール・マッカートニーが発表した楽曲、及び同曲を収録したシングル。アルバム『ケイオス・アンド・クリエイション・イン・ザ・バックヤード』からシングルカットされた。なお、このシングルはポールがパーロフォンから発表した最後のレコード及びCDである。

## 概要
この曲はロサンゼルスの近くの広大な渓谷で作曲された。作曲のエピソードに関して、ポールは「野外の素晴らしい場所でギターを弾きたかったんだ。人通りだとか色んなもの全部から離れてさ」と語った。ポールはそこで曲の一部を書き、帰宅後、夕食の支度がされている間に完成させた。
曲名はチャールズ・ディケンズ の小説『互いの友』の登場人物である少女「ジェニー・レン」に着想を得たという。
「Jenny Wren」というのはポールのお気に入りの鳥、ミソサザイの英名であり、ビートルズ時代の「ブラックバード」や、ウイングス時代の「ブルー・バード」を思わせる。ポール自身も「この曲は『ブラックバード』に似ている」と発言している。
間奏などで聴こえる笛のような音色はドゥドゥクという民俗楽器である。演奏者はペドロ・エウスターチェ。
このシングルはアメリカのチャートで22位まで上昇した。

## 演奏
- ポール・マッカートニー - ボーカル、アコースティックギター、トムトム
- ペドロ・エウスターチェ - ドゥドゥク